# Pelidnota crassipes
Pelidnota crassipes es una especie de escarabajo del género Pelidnota, familia Scarabaeidae. Fue descrita científicamente por Ohaus en 1905.
Habita en Paraguay, Brasil, Bolivia y Argentina.